# ALX1
ALX1 (англ. ALX homeobox 1) – білок, який кодується однойменним геном, розташованим у людей на короткому плечі 12-ї хромосоми. Довжина поліпептидного ланцюга білка становить 326 амінокислот, а молекулярна маса — 36 961.
| 10         |  | 20         |  | 30         |  | 40         |  | 50         |
| ---------- |  | ---------- |  | ---------- |  | ---------- |  | ---------- |
| MEFLSEKFAL |  | KSPPSKNSDF |  | YMGAGGPLEH |  | VMETLDNESF |  | YSKASAGKCV |
| QAFGPLPRAE |  | HHVRLERTSP |  | CQDSSVNYGI |  | TKVEGQPLHT |  | ELNRAMDNCN |
| SLRMSPVKGM |  | QEKGELDELG |  | DKCDSNVSSS |  | KKRRHRTTFT |  | SLQLEELEKV |
| FQKTHYPDVY |  | VREQLALRTE |  | LTEARVQVWF |  | QNRRAKWRKR |  | ERYGQIQQAK |
| SHFAATYDIS |  | VLPRTDSYPQ |  | IQNNLWAGNA |  | SGGSVVTSCM |  | LPRDTSSCMT |
| PYSHSPRTDS |  | SYTGFSNHQN |  | QFSHVPLNNF |  | FTDSLLTGAT |  | NGHAFETKPE |
| FERRSSSIAV |  | LRMKAKEHTA |  | NISWAM     |  |            |  |            |

A: Аланін

C: Цистеїн

D: Аспарагінова кислота

E: Глутамінова кислота

F: Фенілаланін

G: Гліцин

H: Гістидин

I: Ізолейцин

K: Лізин

L: Лейцин

M: Метіонін

N: Аспарагін

P: Пролін

Q: Глутамін

R: Аргінін

S: Серин

T: Треонін

V: Валін

W: Триптофан

Кодований геном білок за функціями належить до репресорів, активаторів, білків розвитку, фосфопротеїнів. 
Задіяний у таких біологічних процесах, як транскрипція, регуляція транскрипції, ацетилювання. 
Білок має сайт для зв'язування з ДНК. 
Локалізований у ядрі.